# يان ميرتل
يان ميرتل مواليد 3 يناير 1982 في أوستي ناد لابم، تشيكوسلوفاكيا، هو لاعب كرة مضرب تشيكي بدأ مسيرته كمحترف سنة 2002 يلعب باليد اليمنى ويحتل حالياً المرتبة رقم. 226 (14 أكتوبر 2015) في تصنيف رابطة محترفي كرة المضرب. أعلى تصنيف له في الفردي كان المركز الـ 163 في سنة 2007. أعلى تصنيف له في الزوجي كان المركز الـ 131 في سنة 2007.

## النهائيات

### الفردي: 3 (0–3)
| الحصيلة | الرقم | التاريخ (النهائي) | الدورة                   | الأرضية | المنافس        | النتيجة            |
| الوصافة | 1.    | 18 مارس 2007      | سراييفو، البوسنة والهرسك | صلبة    | إيرنستس جولبيس | 6–4, 4–6, 6–7(2–7) |
| الوصافة | 2.    | 18 مارس 2012      | سراييفو، البوسنة والهرسك | صلبة    | يان هيرنتش     | 3–6, 6–3, 6–7(5–7) |
| الوصافة | 3.    | 24 مارس 2012      | باث                      | صلبة    | داستن براون    | 6–7(1–7), 4–6      |

## روابط خارجية
- يان ميرتل على موقع رابطة محترفي التنس (الإنجليزية)
- يان ميرتل على موقع الاتحاد الدولي لكرة المضرب (الإنجليزية)
- يان ميرتل على موقع كأس ديفيز (الإنجليزية)
- يان ميرتل على موقع خلاصة التنس.كوم (الإنجليزية)
- يان ميرتل على موقع إي إس بي إن.كوم (الإنجليزية)